# Shōhei Tochimoto
Pour les articles homonymes, voir Tochimoto.
Shohei Tochimoto (栃 本 翔 平, Tochimoto Shōhei), né le 21 décembre 1989 à Sapporo, est un sauteur à ski japonais.

## Carrière
Après une apparition au niveau international en 2004, il fait ses débuts en Coupe du monde lors de la saison 2006, marquant ses premiers points en décembre 2007 à Villach, pour finir plus tard douzième à Oslo. 
Aux Championnats du monde junior, il remporte deux médailles d'argent en individuel (2007 et 2008) et deux médailles par équipes (argent en 2007 et bronze en 2006).
Un an plus tard, lors des Championnats du monde organisés dans sa ville natale de Sapporo, il décroche à la surprise générale la médaille de bronze du concours par équipes en grand tremplin aux côtés de Noriaki Kasai, Takanobu Okabe et Daiki Ito et prend la seizième place en grand tremplin individuel. Deux ans plus tard, aux Championnats du monde à Liberec, il réédite la performance avec une deuxième médaille de bronze par équipes. En 2010, il participe aux Jeux olympiques de Vancouver, où il est au mieux 37e en individuel et cinquième par équipes. Cet hiver, il est notamment sixième en Coupe du monde à Ruka, lui même où il monte sur son premier podium par équipes en Coupe du monde en fin d'année 2010. Il monte sur deux autres podiums dans ce format en 2011 et 2015.
Ses meilleurs résultats individuels sur la scène internationale ont été obtenus au Grand Prix d'été 2007 à Hakuba, où il finit deuxième, puis premier pour sa première participation à la compétition.

## Palmarès

### Jeux olympiques
| Épreuve / Édition | Vancouver 2010 |
| Petit tremplin    | 37e            |
| Grand tremplin    | 45e            |
| Par équipes       | 5e             |

### Championnats du monde
| Épreuve / Édition            | Épreuve / Édition            | Sapporo 2007 | Liberec 2009 | Oslo 2011 |
| Petit tremplin               | Petit tremplin               |              |              | 31e       |
| Grand tremplin               | Grand tremplin               | 16e          | 34e          |           |
| Par équipes (grand tremplin) | Par équipes (grand tremplin) | Bronze       | Bronze       |           |

### Championnats du monde de vol à ski
| Épreuve / Édition | Oberstdorf 2008 | Vikersund 2012 | Harrachov 2014 |
| Individuel        | 25e             | 39e            | 32e            |
| Par équipes       | 7e              | 5e             |                |

### Coupe du monde
- Meilleur classement général : 28e en 2011.
- Meilleur résultat individuel : 6e.
- 3 podiums en compétition par équipes : 1 deuxième place et 2 troisièmes places.

#### Classements en Coupe du monde
| Année     | Classement général final |
| 2007-2008 | 35e                      |
| 2008-2009 | 35e                      |
| 2009-2010 | 32e                      |
| 2010-2011 | 28e                      |
| 2011-2012 | 57e                      |
| 2013-2014 | 79e                      |
| 2014-2015 | 46e                      |
| 2019-2020 | 73e                      |

### Championnats du monde junior
| Épreuve / Édition | Rovaniemi 2005 | Kranj 2006 | Tarvisio 2007 | Zakopane 2008 |
| Individuel        | 33e            | 5e         | Argent        | Argent        |
| Par équipes       | 8e             | Bronze     | Argent        | 5e            |

### Grand Prix
- 7e du classement général en 2007.
- 2 podiums individuels, dont 1 victoire.

### Coupe continentale
- 2 podiums.